# カリーナ・ブライアント
カリーナ・ブライアント（Karina Bryant、1979年1月27日 - ）は、イギリスのキングストン・アポン・テムズ王立特別区出身の女子柔道家。 身長185cm。体重113kg。

## 来歴
柔道は10歳の時に始めた。世界選手権でこれまでいくつものメダルを獲得してきたが、金メダルを獲得するまでには至らなかった。2009年のロッテルダム世界選手権でも決勝で中国の佟文に敗れて2位に終わった。2012年7月に地元のイギリスで開催されたロンドンオリンピックでは準決勝で日本の杉本美香に指導2で敗れたものの銅メダルを獲得している。2013年には引退を表明した。しかし翌2014年、家族のいるオーストラリア代表で2016年リオデジャネイロオリンピックを目指すことを決意することになった。

## 主な戦績
- 1993年 - ヨーロッパユースオリンピックフェスティバル　2位(66kg級)

72kg超級での戦績
- 1995年 - ヨーロッパジュニア　2位
- 1996年 - 世界ジュニア　優勝
- 1996年 - ヨーロッパジュニア　2位
- 1997年 - ヨーロッパジュニア　2位

78kg超級での戦績
- 1998年 - オーストリア国際　優勝
- 1998年 - 英連邦競技大会　78kg超級　優勝　無差別　優勝
- 1998年 - オランダ国際　優勝
- 1998年 - イギリス国際　優勝
- 1998年 - ヨーロッパ選手権　優勝
- 1998年 - 世界ジュニア　優勝
- 1998年 - ヨーロッパジュニア　優勝
- 1999年 - ヨーロッパ選手権　5位
- 1999年 - 世界選手権　3位
- 2000年 - イギリス国際　優勝
- 2000年 - ヨーロッパ選手権　優勝
- 2001年 - フランス国際　3位
- 2001年 - ポーランド国際　優勝
- 2001年 - イギリス国際　3位
- 2001年 - ヨーロッパ選手権　3位(無差別)
- 2001年 - 世界選手権　5位
- 2003年 - フランス国際　3位
- 2003年 - オランダ国際　3位
- 2003年 - イギリス国際　優勝
- 2003年 - ヨーロッパ選手権　優勝
- 2003年 - 世界選手権　78kg超級　3位　無差別　2位
- 2004年 - ヨーロッパ選手権　2位
- 2005年 - フランス国際　3位
- 2005年 - オランダ国際　3位
- 2005年 - スペイン国際　3位
- 2005年 - ヨーロッパ選手権　優勝
- 2005年 - 世界選手権　78kg超級　2位　無差別　2位
- 2006年 - ポーランド国際　3位
- 2006年 - エストニア国際　3位
- 2006年 - ヨーロッパ選手権　7位
- 2007年 - 世界選手権　5位
- 2008年 - フランス国際　5位
- 2009年 - イギリス国際　優勝
- 2009年 - 世界選手権　2位
- 2009年 - グランドスラム・東京　5位
- 2010年 - グランドスラム・パリ　5位
- 2010年 - ヨーロッパ選手権　3位
- 2010年 - グランドスラム・モスクワ　5位
- 2010年 - グランドスラム・東京　5位
- 2011年 - ワールドカップ・マイアミ　優勝
- 2011年 - 世界選手権　7位
- 2011年 - ワールドカップ・アピア　優勝
- 2011年 - グランプリ・アムステルダム　3位
- 2011年 - グランドスラム・東京　5位
- 2011年 - グランプリ・青島　3位
- 2012年 - ワールドマスターズ　5位
- 2012年 - グランドスラム・パリ　5位
- 2012年 - グランプリ・デュッセルドルフ　5位
- 2012年 - ヨーロッパ選手権　3位
- 2012年 - ロンドンオリンピック　3位